# Bo kvarn

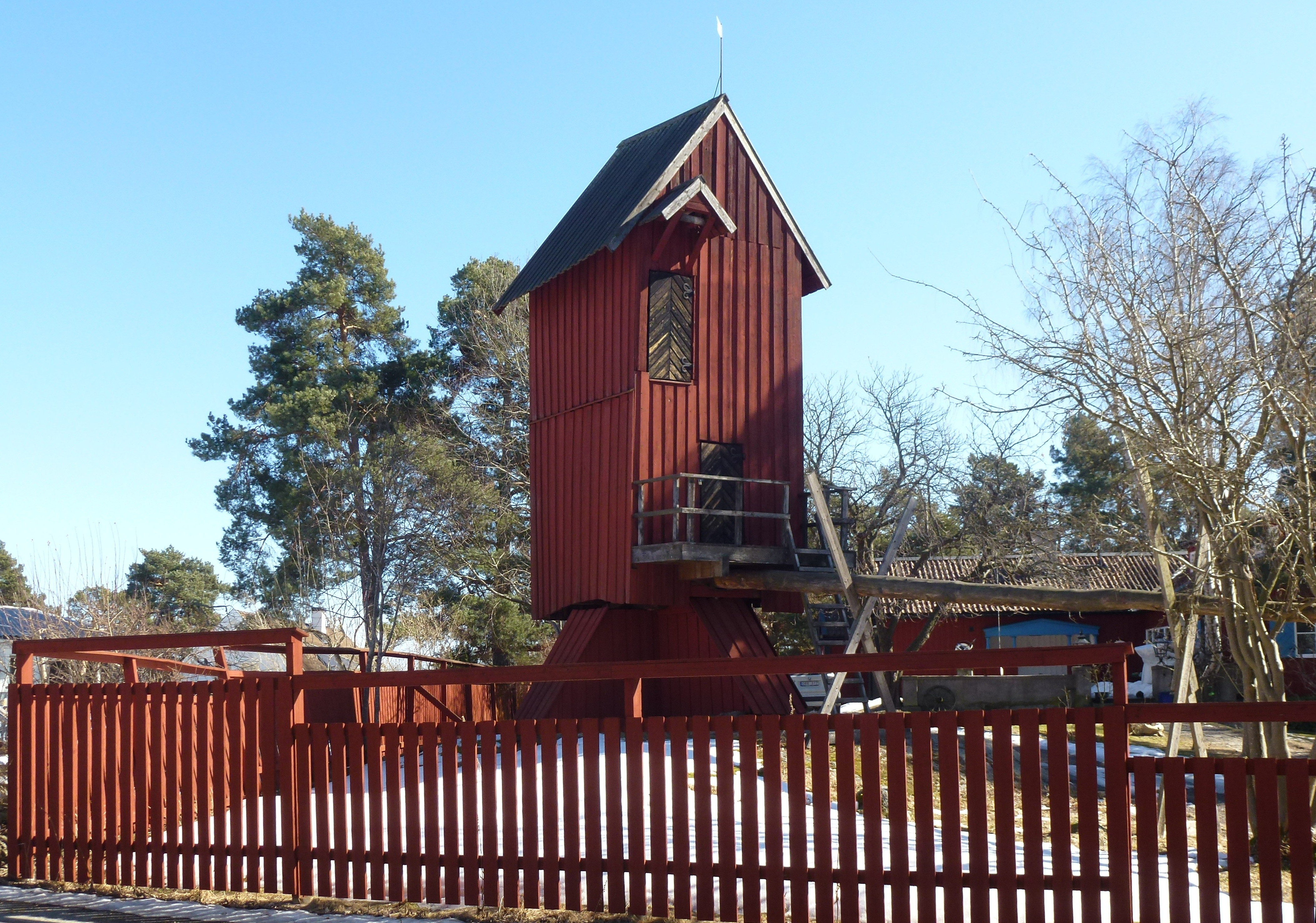
Bo kvarn i april 2013.

Bo kvarn är en av två kvarvarande väderkvarnar på Lidingö, belägen vid Mjölnarstigen norr om Kyrkviken i kommundelen Bo i Lidingö kommun. Den andra bevarade kvarnen är Näsets kvarn söder om Kyrkviken. På 1840-talet hade Lidingö sju väderkvarnar. Bo kvarn byggdes 1816 och är tillsammans med Oljekvarnen på Waldemarsudde en av de äldsta väderkvarnarna i Stockholmstrakten som står på sin ursprungliga plats.

## Historik
Bo kvarn var en husbehovskvarn till den närliggande Bo gård. Kvarnen är en mindre, så kallad stolpkvarn, vilket innebär att hela kvarnhuset kunde vridas till rätt vindriktning. Bo kvarn uppfördes 1816 på den plats där den ännu står. Kvarnens plats kallades tidigare för Bullerbacken, vars namn sannolikt härrör från det bullrande ljudet som kvarnen förorsakade. Verksamheten vid Bo kvarn slutade vid 1900-talets början.
På kvarntomten, och intill kvarnen lät skådespelaren Karin Swanström 1921 uppföra sitt hem, kallat Kvarngården. Här bodde hon mellan 1922 och 1939. Arkitekt var Gustav Adolf Falk som gestaltade byggnaden i en blandning av engelsk bungalowstil och nordisk panelarkitektur.